# يوكي سانيتو
يوكي سانيتو (باليابانية: 實藤 友紀) (19 يناير 1989 في توكوشيما في اليابان – )؛ هو لاعب كرة قدم ياباني سابق كان يلعب كمدافع.

## وصلات خارجية
- يوكي سانيتو على موقع رابطة كرة القدم اليابانية للمحترفين (اليابانية)
- يوكي سانيتو على موقع إي إس بي إن إف سي (الإنجليزية)
- يوكي سانيتو على موقع قاعدة بيانات كرة القدم.إي يو (الإنجليزية)
- يوكي سانيتو على موقع Soccerway.com (الإنجليزية)
- يوكي سانيتو على موقع عالم كرة القدم.نت (الإنجليزية)
- يوكي سانيتو على موقع كووورة